# Гіпорхема
Гіпорхе́ма (грец. hyporchema) — в Елладі — весела, життєрадісна пісня, присвячена Аполлону, яку виконував хор, супроводжуючи її танцями й мімічною грою.
Цей вид хорової лірики виник на о. Крит та в Спарті з вояцької пісні — пирріхи, невдовзі ввійшов до складу античної трагедії.

## Джерело
- Літературознавчий словник-довідник / Р.Т. Гром’як, Ю.І. Ковалів та ін. — К.: ВЦ «Академія», 1997. — с. 163